# 539 a.C.
Séculos: (Século VII a.C. - Século VI a.C. - Século V a.C.)
549 a.C. - 548 a.C. - 547 a.C. - 546 a.C. - 545 a.C. - 544 a.C. - 543 a.C. - 542 a.C. - 541 a.C. - 540 a.C. - 539 a.C. - 538 a.C. - 537 a.C. - 536 a.C. - 535 a.C. - 534 a.C. - 533 a.C. - 532 a.C. - 531 a.C. - 530 a.C. - 529 a.C.

## Eventos
- Ciro II, o Grande, da Pérsia, conquista a cidade de Babilónia e integra-a no seu império.